# Eddy Bernard
„Eddie“ oder „Eddy“ Bernard (eigentlich Edouard Bernard, * 18. Februar 1927; † 15. Februar 1984) war ein französischer Jazz-Pianist des Swing, später des Modern Jazz. 
„Eddie“ Bernard begann mit fünf Jahren das Klavierspiel und hatte mit neun Jahren klassischen Klavierunterricht. Frühe Einflüsse waren Fats Waller, Earl Hines und Erroll Garner. Nach der Befreiung von Paris 1944 spielte er mit dem Saxophonisten Michel de Villers im Jazzclub Badinage; 1945 arbeitete er mit Villers, Hubert Fol und Boris Vian. Dann holte ihn 1946 Django Reinhardt in seine Band; bei seiner Blue Star Session am 16. April 1947, als die beiden Titel Minor Blues und Peche à la Mouche eingespielt wurden, erweiterte Reinhardt sein Sextett um das Piano. Bernard spielte dann noch bei Alix Combelle, 1949 mit Sidney Bechet. 1959 trat er mit Claude Luter in Hamburg auf, 1965 in Paris mit Stuff Smith.

## Auswahldiskographie
- Jazz In Paris: Saint-Germain-Des-Prs V.3 1946-1956 (EmArCy)
- Django Reinhardt: Peche à la Mouche. (Verve, 1947–1953)